# 原子力撤廃
原子力撤廃（げんしりょくてっぱい、英: nuclear power phase-out）は、原子力すなわち核エネルギーの利用を撤廃することである。反原子力（英: anti-nuclear power）ともいう。字義通りには核兵器および原子炉すなわち核動力や核燃料を用いる全ての核エネルギー利用が対象となるが、本項では、主に後者について概説する。その他、「核廃絶」を含む原子力全般の撤廃を目的とする運動を反核運動という。地球温暖化対策に石炭や石油などの化石燃料による火力発電を世界的に控えている中でベースロードをどの代替エネルギーをどうするかのために議論がある。

## 日本における原子力撤廃の議論

### 原子力導入
1953年1月、アメリカ合衆国大統領に就任したアイゼンハワーは、同年12月の国連総会で演説した際に「平和のための原子力」を唱えた。具体的にはそれまでのアメリカによる核の独占から、原子力技術を商品として輸出するという国策の転換が行われたのである。これを受けて、日本でも原子力発電へのエネルギー転換を主張する勢力が登場した。政界では、中曽根康弘を中心とする勢力、経済界では正力松太郎を中心とする勢力である。
政界で、原子力の導入に熱心だったのが、当時改進党の国会議員だった中曽根康弘である。内務官僚から政治家に転じた中曽根は、1951年1月、対日講和交渉で来日したダレス大使に「建白書」を差し出し、「原子科学を含めて科学研究の自由（原子力研究の解禁）と民間航空の復活」を要求した。そして1953年のアメリカの国策転換を受けて、1954年3月には、中曽根を中心とする改進党の国会議員が、自由党及び日本自由党の賛同を得て、1954年度予算案に対する3党共同修正案に日本初の原子力予算案を盛り込み、国会に提出。予算案は、具体的な使途が明確にされないまま、あっさり成立したと言われる。原子力予算の突然の出現に狼狽した学会は、政府の原子力政策の独走に歯止めをかけるため、「公開、民主、自主」を原則とする「原子力3原則」を、1954年4月の日本学術会議の総会で可決した。
経済界では読売新聞社主と日本テレビ社長を務めた正力松太郎が、アメリカとの人脈をバックに首相の座を狙ったという意見を評論家の有馬哲夫は述べている。戦後公職追放から解かれると、正力は読売グループを総動員して原子力平和利用啓蒙キャンペーンを展開し、1955年には衆議院議員に当選。同年財界人を説得して「原子力平和利用懇談会」を立ち上げ、同じ年の5月には、アメリカの「原子力平和利用使節団」を日本に招いた。同使節団は軍事企業のジェネラル・ダイナミックス社や米国の核開発を先導してきた科学者、民間企業の幹部からなるものである。さらに同年11-12月には、読売新聞社はアメリカ大使館と一緒になって日比谷公園で原子力の「平和利用」を訴える大イベントとして「原子力平和利用博覧会」を開催し、36万人の入場者を得た。その後、1956年から1957年にかけて、名古屋、京都、大阪、広島、福岡、札幌、仙台、水戸、高岡と全国各地を巡回している。1956年1月には原子力委員会の発足と同時に委員長に就任し、5月に科学技術庁が発足すると、初代科学技術庁長官に就任。こうして正力は名実ともに原子力行政のトップの座につき、日本の原子力行政を推進していくことになる。

### 原子力船反対運動
1963年に動力試験炉の運転が開始され、1969年に原子力船むつが進水した。その一方で、1970年頃から伊方原子力発電所をはじめ各地で原子力発電所建設への反対運動が起こった。1974年に原子力船むつの放射線漏れが発覚。母港むつ市の市民から帰港を拒否された。1973年、第一次オイルショック。時の首相田中角栄は「原子力を重大な決意をもって促進をいたしたい」と表明。1974年、電源三法が成立する。1978年、スイスの反原子発電所団体が「反原発デー」を提唱。

### スリーマイル事故後
1979年3月に発生したスリーマイル島原子力発電所事故の発生も踏まえ、日本国内でも同年6月3日に初の反原発デーが開催。各地で学生や市民団体による集会やデモが行われた。中村政雄は、1979年のスリーマイル島原発2号機の事故以降、日本国内では原発賛成が減って行った、と評している。
1982年頃には新左翼と旧左翼の大同団結が進み反核運動が活性化したが、吉本隆明はこれを批判した。また日本共産党は軍事利用には反対していたが日本社会党・総評・新左翼・エコロジー系などの核絶対否定論については科学技術の進歩を敵視する反科学主義として批判しており、平和利用容認の立場だった。この路線はチェルノブイリ事故後も継続された。

### チェルノブイリ事故後
1986年のチェルノブイリ原子力発電所事故は、日本の反原発運動にとっても大きな転換点となる。チェルノブイリ原発事故は、その規模の大きさと深刻さから世界的に大きく報道された。原子力事故の危険や放射性廃棄物の処理問題など、それまであまり注目されることのなかった問題が注目されるきっかけになった。
1986年8月、広瀬隆は著書『東京に原発を！』の改訂版を出版し、続いて『危険な話』を執筆した。広瀬の著書は30万部を超える大ヒットとなり、広瀬の講演会は東日本を中心に頻繁に開催された。その一方で、1988年に日本科学者会議が開催したシンポジウムでは、複数の研究者が広瀬隆の主張内容を「誤りと扇情的な筆致の問題点」とし反論している。
1989年7月23日の第15回参議院議員通常選挙には、同年6月に小説「未来が原発神に勝てたわけ」を発表した作家の荒井潤を党首とする、「原発いらない人びと」（略称は「原発いらない」）が出馬し、比例区から9名、選挙区から1名が立候補した。立候補者には、作家の今野敏 や、現在「東電株主代表訴訟」の原告団事務局長を務める木村結 を始めとする議員経験の無い市民がいた が、全員落選した。この頃にはテントによる住み込み抗議や核燃料監視運動なども行われたが、その後運動は衰退する。一説には昭和天皇危篤に伴う自粛ムードが原因とされる。
2000年代に入り、地球温暖化問題が注目されるようになると、二酸化炭素を出さないとして原子力発電に肯定する宣伝がなされ、2009年10月に内閣府が行った世論調査によれば、原子力発電の今後について「推進していく」との回答が59.6%となり、「廃止」の16.2%を上回った。一方、原子力発電の安全性については「不安」が53.9%で、「安心」の41.8%を上回った。

### 福島第一原発事故後

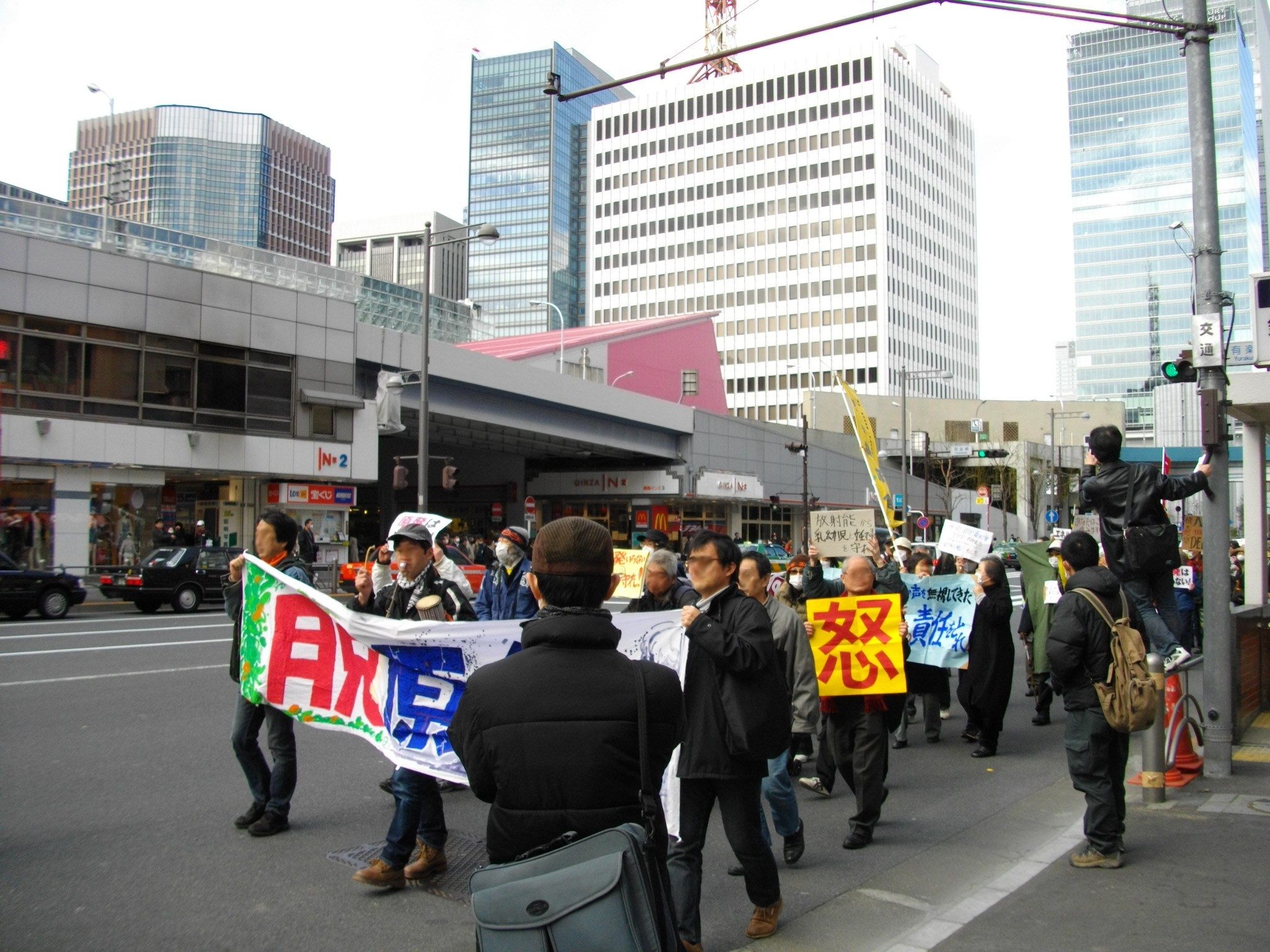
東京の一地域で行われた反原発デモ

2011年3月11日の東日本大震災に誘発されて発生した福島第一原子力発電所事故は大きな衝撃を与え、日本では千人から万人単位規模の集会やデモ行進が、東京を中心に各地で実施された。ルポライターの鎌田慧やYMOの坂本龍一らは脱原発を求め1千万人の署名運動 を呼びかけた。
スタジオジブリ発行の小冊子『熱風』2011年8月号の特集「スタジオジブリは原発ぬきの電気で映画をつくりたい」では、宮崎駿、鈴木敏夫、河野太郎、大西健丞、川上量生による特別座談会が掲載されており、宮崎駿は原発をなくすことに賛成と語っている。座談会では他に、2010年夏に福島の原発施設内（福島第二原子力発電所エネルギー館）に知らないうちにトトロの店が置かれていたことが発覚し撤去させたことや、ジブリとしては原発に反対であることなども語られている。また2011年6月から、東京都小金井市のスタジオジブリの屋上に、「スタジオジブリは原発ぬきの電気で映画をつくりたい」と書かれた横断幕が掲げられている。
当時の民主党政権は、事故当時の首相菅直人が浜岡原子力発電所を停止させ、後には脱原発を訴え続けているほか、鳩山由紀夫（鳩山友紀夫）元首相も野田佳彦首相（当時）の大飯原子力発電所再稼働決定について、市民による首相官邸前脱原発運動に突如現われ、反対の意向を述べている。この頃には民主党から離脱した小沢一郎グループが国民の生活が第一（のちの旧自由党）を立党、政策に脱原発を盛り込むなど、党内からは続々と反対派が現われた。
一方、民主党の支持母体の一つである全国電力関連産業労働組合総連合（電力総連）は、「原子力発電は、議会制民主主義において国会で決めた国民の選択。もしも国民が脱原発を望んでいるなら、社民党や共産党が伸びるはず」として脱原発に反論した。
2011年10月、全国原子力発電所所在市町村協議会副会長も務めた村上達也・東海村村長が、「人に冷たく、かつ無能な国では原発を持つべきでない。」と述べ、細野豪志原発担当大臣に東海第二発電所の廃炉を提案した。同年11月30日、佐藤雄平福島県知事は、現在策定作業を進めている県復興計画案に関わって「県内の原発全10基の廃炉を要求する」考えを表明した。同県内には東京電力福島原発に6基、第2原発に4基ある。同復興案は12月9日開会の県議会に提出された。
2012年12月9日に日経リサーチが東京都の有権者に対して行った調査では、原子力発電のあり方についての質問に、13%が「電力供給のために今後も必要」、61%が「脱原発を目指すべきだが、当面は必要」と回答している。他方、2012年12月1日から2日にかけて朝日新聞が行った世論調査では、「原子力発電は今後どうしたらよいか」を3択で尋ねると、「早くやめる」が18%、「徐々に減らしてやめる」が最多の66%で、「使い続ける」は11%であった。2013年1月に読売新聞が、全国の原発事故対策の重点地域に含まれる135市町村の首長に対して行ったアンケート調査では、原子力規制委員会が安全と判断した場合、原発の再稼働を「認める」「条件付きで認める」との回答は54%（72人）で過半数を上回る結果となった。
茨城県の東海第二原発の再稼働に対して県内の有権者に対して行った世論調査では、半数を超えるの有権者が再稼働に反対の意見を表明したが、職業別では学生においては賛成と反対がほぼ拮抗し、年齢層の違いによって意見の相違が存在する事実が明らかになった。
報道においては、朝日、東京、毎日、日テレ、テレ朝、TBSが脱原発デモを大きく報じ、産経、日経、読売、NHK、フジは静観するという立場の違いが見られた。

#### 新左翼陣営からの反原発の主張
公安調査庁は、中核派や革マル派など左翼の過激派（新左翼や極左に分類される）が、反原発運動の高まりを好機と見て反原発を訴えながら活動を活発化させる一方で自派の機関紙やビラを配布するなどの宣伝活動に取り組み勢力拡大を図っているとしている。

#### 保守陣営からの反原発の主張
福島第一原子力発電所事故後、「山河を守れ」「国土を汚すな」と西尾幹二、竹田恒泰 や勝谷誠彦 ら保守系論者からも脱原発を求める声が上がっている。小林よしのりは、「SAPIO」2011年12月7日号より「脱原発論」の連載を開始した。文芸評論家の絓秀実は、いわゆる「ネット右翼」の相当部分は反原発派であると主張している。一方で保守言論層の相当部分は核エネルギー政策について全廃慎重派ないしは継続推進派である。
とりわけ保守派の脱原発論では、原発が北朝鮮のミサイルやテロリストの攻撃目標になりかねないといった、国土に原発を置くことに対する国防・安全保障上のリスクが指摘されることが少なくない。例えば、小林よしのりは、日本の原発がテロ攻撃に対して非常に脆弱であること、外国人工作員やオウム真理教信者がかつて原発作業員として潜入した事実があること、海沿いに立っている原発が外国の工作船による海上からの攻撃にさらされかねないことを指摘し、原発を「潜在的自爆核兵器」と呼んで、原発の危険性を指摘した。また日本の核武装についての議論の必要性を主張したこともある、自民党の中川昭一は、自民党政調会長時代の講演で、北朝鮮が日本を攻撃するのであれば、核兵器など使う必要はない、原発のどれかをミサイル攻撃すればいい（核攻撃と同等の被害が与えられる）と語り、中国や北朝鮮と対峙する日本海側に原発が30数基も集中している現状に警鐘を鳴らしたこともある。
小泉純一郎は、2015年12月10日発売の文芸春秋のインタビューで、安倍晋三の政治姿勢に言及し、（現在の政治状況だと）総理が原発ゼロを決断すれば、自民党も経済産業省も反対できない。国民の70%もついてくる。こんなチャンスはなく、これを逸した。もうできない、と述べた。

#### 宗教団体からの反原発の主張
仏教界では、2011年12月に全日本仏教会が宣言文「原子力発電によらない生き方を求めて」を公表、キリスト教界では、2011年11月に日本カトリック司教団が声明「いますぐ原発の廃止を」を公表、日本基督教団、日本聖公会なども同様の声明を出し、新宗教界では、立正佼成会、大本（おおもと）が脱原発の姿勢を明らかにし、神道界では、2012年6月に、天台宗・真言宗・神社本庁の長の3者連名で、「自然環境を守る共同提言」を出し、明快ではないが原発と結び付いたエネルギー浪費型経済に懐疑的な姿勢を示した。
創価学会は、2012年1月の池田大作第37回SGIの日記念提言「生命尊厳の絆輝く世紀を」で脱原発の方向性を提示していたが、その後に自公連立政権が復活しており、公明党は地元の理解のもと再稼働をするとした。

#### 政府試算
2012年4月19日、原子力委員会小委員会は、2020年までに原発ゼロにして、それまでに出た使用済み核燃料の全量を地中廃棄処分するなら、費用総額が7.1兆円に収まるという試算を公表した
。
同年、内閣国家戦略室は「エネルギー・環境会議」を設置し、エネルギー政策について検討を行った。会議資料では、原発ゼロシナリオを実施する場合の課題と克服策について以下が提示されている。
- 現在全ての原発を即時廃止した場合、電力供給量の約3割が喪失し、火力発電代替による燃料費は年間約3.1兆円増加(電気料金の約2割に相当)。
- COP15にて宣言したCO2削減目標は、2020年の▲25%目標から0 - ▲7%に後退。
- 省エネ目標の設置
  - LED等の高効率照明を100%導入（現状2割）
  - 欧米流に住宅の断熱を義務化、新築住宅の100%（現状4割）を現行省エネ基準以上
  - 既築ビルの9割が現行省エネ基準以上
  - HEMS（ホーム・エネルギー・マネジメント・システム）の100%導入（現状1%未満）
  - 家庭用燃料電池530万台を含む高効率給湯器を全世帯の9割以上に導入
  - 新車販売に占める次世代自動車の割合を最大7割。うち電気自動車が6割
- 以下の強制措置を実施
  - 新築住宅・ビルの断熱（省エネ基準）適合義務化
  - 省エネ性能に劣る空調の改修義務化
  - 省エネ性能に劣る設備・機器の販売禁止
  - 省エネ性能に劣る住宅・ビルの新規賃貸制限
  - 重油ボイラーの原則禁止
  - 中心市街地へのガソリン車乗り入れ禁止

|                  | 26% → 15%シナリオ | 26% → 0%シナリオ                         |
| ---------------- | ----------------- | ---------------------------------------- |
| 総電気代         | ＋23 - 32兆円     | ＋28.2 - 38.1兆円                        |
| GDP              |                   | 0%シナリオでは15%と比べ ▲2.5 - ▲15.6兆円 |
| 一人あたりGDP    |                   | 0%シナリオでは15%と比べ ▲2 - ▲13万円     |
| 就業者数         |                   | 0%シナリオでは15%と比べ ▲0 - ▲46万人     |
| 貿易収支         | ▲1.5 - ▲6.9兆円   | ▲2.6 - ▲9.7兆円                          |
| 家計の月額光熱費 | ＋4,000 - 8,400円 | ＋4,826 - 11,353円                       |
| 省エネ投資額     | ＋80兆円          | ＋100兆円                                |
| 化石燃料輸入額   | ＋16兆円          | ＋16兆円                                 |

#### シンクタンク試算
2012年当時、原発ゼロシナリオについて、各シンクタンクは以下のように計算した。
| シンクタンク             | GDP押し下げ効果 | 二人以上世帯家庭の電気代 |
| ------------------------ | --------------- | ------------------------ |
| 国立環境研究所           | ▲8兆円          | 1.4万円増(月額)          |
| 地球環境産業技術研究機構 | ▲45兆円         | 2.0万円増(月額)          |

### 運動の後退
その後、2012年12月16日に投票が行われた第46回衆議院議員総選挙では、脱原発ではなく当面の原発維持を主張する自由民主党が大勝する。そして2015年8月11日、川内原子力発電所1号機を再稼働した。自公政権復活後も運動は祭りの性格を帯びてしばらく続けられ、SEALDsなどにも影響を与えたが、与党の盤石な体制は変わらぬまま2017年の民進党分裂を迎えた。
2017年10月に行われた第48回衆議院議員総選挙に於いて「原発ゼロ基本法の策定」を選挙公約に掲げた初代立憲民主党は選挙後、日本各地でタウンミーティングを開催し原発ゼロ法案に対する有権者からの意見 も踏まえて、2018年2月22日の党政調審議会で原発ゼロ基本法案を了承。3月9日に共産党や社民党、自由党と共に国会へ共同提出した。なお共同提出に際し、希望の党や民進党にも呼びかけを行ったが、2党は共同提出には同調しなかった。法案では、民進党時代における「2030年代原発ゼロ」という具体的な年限は設けず、「法施行後5年以内」に全原発を廃炉とする目標を掲げ、原発の再稼働と新規増設の禁止も盛り込まれた。その後旧民進党系勢力は脱原発派の新立憲民主党と、原発再稼働派の国民民主党に二分される形となった。野党第三極の日本維新の会は原発再稼働派である。
2021年3月6日、共同通信が東北3県の被災者へのアンケート結果を公表。東日本大震災・福島第一原子力発電所事故被災者300人のうち国内の原発について「将来的な廃止も含めてなくすべきだ」と答えた人が82％に上ったことが分かった。
2022年にはロシアのウクライナ侵攻によりヨーロッパを中心にエネルギー危機が発生する。侵攻直前にあたる2022年2月19・20日、朝日新聞社は全国世論調査を実施。再稼働賛成は38%、再稼働反対は47%と、2013年以来はじめて反対が半数を割り込んだ。男女別では男性で賛成がやや上回り、世代別では高齢層に反対、若年層に賛成が多い。
さらに、脱化石燃料、電気自動車の普及、データセンターやAIの拡大が進む。三菱総合研究所の予測では2020年と比較して、2040年にはネットワークを流れるデータ量が約350倍に増加し、さらに、生成AIの需要が増大し社会に浸透することで、より多くのデータを生成AIが処理するようになると予測され、電力消費量の将来予測値が大きく変わった。
2024年9月27日投票の自民党総裁選の9人の候補者のより行われた9月14日の日本記者クラブ主催の討論会では、大方の意見は容認論だった。石破茂は8月24日の記者会見では、「ゼロに近づけていく努力を最大限にする。再生可能エネルギー、太陽光であり風力、小水力、地熱など可能性を最大限に引き出していくことによって、原発のウェイトは減らしていくことができる」と話していたが、9月10日の政策発表の記者会見では「原発ゼロが自己目的なのではない。安定したエネルギー供給が国家にとっての生命線の一つであるという考え方に全く変わりない」と発言を軌道修正。討論会で小林鷹之は「今後、電力需要は劇的に増加していく。経済成長を続けるためには安価で安定した電力供給が不可欠になる。安全性が確認された原発の再稼働、そしてリプレイス（建て替え）、新増設に取り組むべき」。かつて自他ともに認める、自民党きっての「脱原発」派で超党派の議員連盟「原発ゼロの会」（現在は「原発ゼロ・再エネ100の会」）の設立発起人だった河野太郎は、「2007年に日本の電力需要は1兆kWhでピークを打ち、そこから17年連続で電力需要が減っている。このままいくと、2050年に約8000億kWhになる。1%ずつ伸びている再生可能エネルギーの導入量を倍にすると、2050年にはだいたい8000億kWhにいくだろう。だから再生可能エネルギーで2050年はまかなえるのではないか、というのが私の基本政策だった。しかし、データセンターとAIが入ってきたことから、電力需要が右肩下がりどころか、逆に右肩上がりになり、2050年に1兆4000億kWh（キロワット時）という需要予測が出た。これに対して、電力供給をしっかりしないと、データセンターが海外へ行ってしまい日本人の個人情報を管理されたり、AI投資が外国へ逃げるということになっては、経済にも大きなダメージだ。まず8000億kWhの再生可能エネルギーをしっかりと確保する。これだけでも結構大変だ」などと政治家の方向転換が目立つようになった。また、同年に立憲民主党の代表に就任した野田佳彦も、党の従来の路線を見直し、再稼働容認に転じた。

## 国際的な原発利用の動向
原子力撤廃に関する議論は、1986年4月26日に発生したチェルノブイリ原子力発電所事故の後、活発化した。スウェーデン（1980年）、イタリア（1987年）、ベルギー（1999年）、そしてドイツ（2000年）などでは脱原発が政策化された。
その後、2007年頃から急激な上昇を見せた原油価格の高騰は、原子力発電推進の材料となっている。2008年7月の洞爺湖サミットでは、原油価格高騰対策として原子力発電を世界的に推進し、中国やインドにも原子力発電の利用を積極的に働きかけるという方向性で、参加各国の合意を見ることとなった。
しかし2011年3月の日本における福島第一原子力発電所事故は、ドイツ、ベルギー、スイス、台湾といった国は2025年を目標とした「脱原発」を決定し、韓国では2080年という将来的な脱原発予定を決めた 77%の電力を原子力に頼るフランスも、2025年までに50%へ引き下げる「減原発」の方針を示すなど、原発依存度を下げたり、ゼロにしたりする方向が強まっている。原子力を推進してきた国際エネルギー機関（IEA）は2012年版の世界エネルギー展望では各国の原発利用低下を受け、「原子力に期待される役割は縮小している」と分析するとともに、電力構成に占める原子力のシェアも低下を見込み、脱原発の潮流を追認していた。2018年にはIAEAは発展途上地域における人口や電力需要の増加、気候変動や大気汚染への対策の必要性、各国のエネルギー安全保障、石油や天然ガスなど資源価格変動など4つの要因から、世界の電源構成において重要な役割を長期的に原発が果たすと主張している。

### アメリカ
2017年時点で原子力発電所で99基の原子炉が運転中であり、将来的に原発の新設推進をしている。
かつて採掘の難しかった頁岩層に含まれる石油や天然ガスの開発を可能にした「シェールガス革命」の結果、天然ガス発電のコストが下がり（天然ガス発電所は原発の半分以下の期間と5分の1以下の建設費）、原発がコスト面での優位性を失いつつあるとされる。福島第1原発1号機を造った米電機・金融大手ゼネラル・エレクトリック (GE) のジェフリー・イメルト最高経営責任者 (CEO) も、原子力発電が他のエネルギーと比較して相対的にコスト高になっており、大半の国は天然ガスと風力か太陽光の組み合わせに移行していると指摘し、「（原発を経済的に）正当化するのが非常に難しい」と語った。2010年10月9日、米電力大手コンステレーション・エナジーも、原発新設はコストに見合わないと判断して計画を断念した。また小規模原発を所有する国防総省（ペンタゴン）ですら、近年はエネルギー転換を急速に進めている。次代のエネルギー源として、原発ではなく再生可能エネルギー（太陽光、風力、発電、地熱、波力など）を重視し次々と導入しているという。とりわけ海軍は、2020年までに再生可能エネルギーを5割導入するという野心的な目標を掲げていた。さらに世論でも、日本の福島の原発事故後、原発反対が賛成を上回るようになっている。2012年3月7日に米シンクタンク「市民社会研究所」が発表した世論調査結果では、米国で原発の増設を支持しない人は半数近い49%に上り、また、約60%の人が福島原発事故によって原発を支持しなくなったと回答したという。
NRCは、2013年3月11日にユニスター・ニュークリア・エナジー社によるメリーランド州での原発新規建設計画の申請を却下した。ユニスター社は、米国コンステレーション・エナジー・グループとフランス電力が共同出資して設立した会社であったが、アメリカ原子力法では、外国企業の強い影響下にある企業がアメリカ国内で原発を運営することは禁止されているため、NRCからの許可が降りなかった。日本経済新聞は、ユニスターがアメリカ企業のパートナーを探すのは困難であると予想している。
1979年のスリーマイル島原子力発電所事故以来、原発新設は1基も実現していなかったが、2023年、ジョージア州のボーグル原子力発電所3号機が新たに稼働を開始した。ビッグ・テック各社も原発に興味を示している。

### アラブ首長国連邦
原子力発電所の建設を計画していて、将来的に原発の新設推進をしている。原油埋蔵量は世界7位だが、4基の原発建設決定の際に伝統的友好国のフランスではなく、韓国の原発を選択した。完成すれば、国内の発電量全体の25%が韓国の建設した原発によって発電される。国内で「原発は安全でもないし経済的でもない。また環境にも優しくない」と脱原発を主張する文大統領も、原発輸出成功には「バラカ(神の祝福)」として礼賛している。

### イギリス
2017年時点で原子力発電所で15基の原子炉が運転中であり、将来的に原発の新設推進をしている。

### イスラエル
イスラエルは国内のエネルギー安定供給のため、1984年から1985年にフランスとの原子力発電所導入の話が資金的な問題とアラブ諸国との取引に支障を危惧するフランス側の懸念から上手くいかなった。しかし、国内にエネルギー資源が乏しく、石油を産出するアラブ諸国と政治的不安定で原子力発電の導入には積極的である。イスラエルは国内にソレク原子力研究所とネゲブ原子力研究所と研究炉で原子力研究を実施している。原子力を「2030年から追加的に利用可能となるエネルギー源」とみなしている。2012年から2013年にイスラエルエネルギー・水資源省はプレフィジビリティスタディを実施しており、原子力発電所の2030年までの国内稼動を目標としている。

### イタリア
イタリアでは原子力発電所を設置していない。2009年2月、フランスの協力で4カ所の原発を新設すると決定して、方針転換した。しかし、2011年に発生した福島第一原子力発電所における原子力事故を受けて国民投票を行い、これまで通り原発に依存しない方向に回帰した。

### インド
2017年時点で、原子力発電所で22基の原子炉が運転中であり、将来的に原発の新設推進をしている。

### エジプト
チェルノブイリ原発事故により、原子力発電計画を中断していたが、2007年にホスニー・ムバーラク大統領（当時）が2025年までに4つの原子力発電所を建設する計画を発表。2012年には「アラブの春」とよばれる市民革命によりムバーラク政権は倒れたが、同時に権利意識の高まりと、福島の原発事故の衝撃から建設反対運動が活発化した。

その中で、2012年9月3日発『アル＝アハラーム』紙の報道によると、新政権のバルバア電力・エネルギー相は、電力の枯渇に生産の限界に対処するために、原発建設計画の継続を発表した。

。2017年にはシリア内戦で中東での影響力を高めたロシアに国内初の原子力発電所建設を依頼した 。

### カナダ
カナダではカナダ原子力公社（AECL）の分割民営化の一環で原子炉部門の売却を行い、民活で効率的な原発の運営を目指し、同時に全土で新規原子力発電所の建設を促進している。カナダ政府は地球温暖化防止の一環として原子力発電所の建設を推し進め、2011年11月時点で国民の過半数が今後も原発建設賛成を表明している。2017年時点で原子力発電所で19基の原子炉が運転中であり、将来的に原発の新設推進をしている。

### 韓国
韓国は原子力発電所の設置場所を4か所に絞り込み、集中的に複数の炉を運用することにより、メンテナンスの効率化・コストの低減、周辺住民への対策費の手厚い配分と総額の抑制の両立を実現している。これらの選択と集中により設備利用率は現在93.4%を達成し、日本の約三分の一の価格で消費者への電力供給を実現し、基幹産業を底支えし経済成長を後押ししている。今後2010年から2021年の間に12基の原子炉が増設される計画で、完成すれば合計15.2ギガワットの発電容量が加わる。政府として原子力技術の推進を積極的に後押しし外国へのプラントの輸出を図っている。
一方、隣国・日本の福島で起きた原発事故をきっかけに、韓国でも原発に対する不安や不信が広まっている。2012年2月には、釜山市の古里原発1号機で、非常用電源を含む全ての電源が作動せず、原子炉の温度が急上昇するという重大事故が起きた。しかし重大事故にもかかわらず、事故の発生は約1カ月間、隠されていたことにより、住民が集団移転を求めて立ち上がり、決起集会を原発前で開く事態に至った。またソウルを含む大都市では、母親グループや弁護士、医師、大学教授、自治体長、国会議員らによる「脱原発」を掲げた有志の会が結成され、韓国版の「緑の党」も誕生した。
2012年12月に行われた大統領選挙では、将来的な原発政策が争点のイシューの一つとなった。最大野党・民主統合党の大統領候補、文在寅はソウル中心部の広場で開かれた「脱原発」集会で「国民の意思を結集し、できるだけ早い時期に、韓国を原発ゼロの国にする」と語るなど、脱原発の意志を鮮明にした。
これに対して対立候補のセヌリ党の朴槿恵は「ストレステストを実施して（安全性の問題を）透明にする」ことを条件に安全性を確保しながら運転延長を認める考えを示した。選挙結果は朴槿恵が当選している。
2017年6月19日に、朴槿恵の弾劾後に当選した文在寅大統領は老朽化した古里原発1号機の運転停止宣言式で「脱原発国家スタート」を宣言した。文は新規の原発建設計画をすべて白紙に戻し、運転期限が来た原発の稼働延長を認めず閉鎖し、建設中の新古里5号機や6号機の工事を中断し、月城1号機を閉鎖すると表明した。同年10月時点で24機の原発を稼働させている。2017年時点で原子力発電所で24基の原子炉が運転中であり、2080年に全て廃炉にして脱原発するとしている。国内では2017年に2080年の将来的な脱原発を決めた文在寅大統領は海外への原発輸出を支援している。2009年に韓国企業がアラブ首長国連邦にて4基受注して建設したバラカ原発1号機建設完了記念行事に2018年3月末に参加して、「バラカ原発は両国関係でも真に『バラカ（神が下した祝福）』の役割」「韓国としては海外に初めて原発を建設する事業で、アラブで初めて原発を保有することになった意味を持っている」として中東歴訪でもっとも期待する分野だと語っている。文大統領が資源輸入全体の0.5%で発電量の約30%に達っしている国内では脱原発主張していながら、アラブ首長国連邦では原発礼賛することに対して、朝鮮日報は「同じ原発をめぐって違うことを言っているようでは、相手から信頼など得られないだろう。」と指摘している。

### サウジアラビア
2017年時点で原子力発電所の建設を計画していて、将来的に原発の新設推進をしている。

### シンガポール
イスラエルと同様、国防・安全保障上の観点から脱原発を決めたのが、シンガポールである。リー・シェンロン首相が2010年に「原発は選択肢」と明言し、建設の可能性を探る事前調査を進めたものの、東京電力福島第一原発の事故後は、国内で強まっていた慎重論に配慮し、原子力発電の導入を当面は見送る方針を決めた。とりわけ東京23区ほどの国土に530万人が集中している点を挙げ、事故が起きても避難できないことを示唆し、「シンガポールでは、リスクが利益を上回る」と断念の理由を語っている。

### スイス
スイスで2003年に行われた国民投票 では、脱原発政策は賛成34%、反対66%と大差で否決されている。
2011年5月、スイス政府は、福島第一原子力発電所における事故を受けて、2034年までに、「脱原発」を実現することを決定した。稼働開始後50年をめどに、既存の原発をすべて停止していく。

### スウェーデン
スウェーデンでは、1980年の国民投票において、稼働中の原発12基の全廃を決定した。2009年2月にはスウェーデン政府が1980年の国民投票において決まった原発の段階的廃止という方針を修正した。
スウェーデンでは2004年8月の世論調査において81%が原子力発電の継続を支持した。2017年時点で再生エネルギーの開発・普及や省エネの促進によるエネルギー構造の転換は今後も続けていくものの、原子力発電所で8基の原子炉が運転中であり、将来的に原発の新設推進をしている。

### チェコ
2017年時点で原子力発電所で6基の原子炉が運転中であり、将来的に原発の新設推進をしている。

### 中国
中国は、2011年3月17日に新規の原発計画の審査や認可を一時的に凍結する方針を打ち出したが、その後凍結を解除する動きがあった。中国政府は逼迫する電力不足に対処するために今後年に2基の割合で原発の設置を予定している。
計画を上回るスピードにて原発の建設が進んでいることが指摘されているため、国内の人口増の影響もあって中国の原発建設計画がさらに拡大することは間違いない情勢となっている。また、特に、中国における原子力発電所の事故は、偏西風にのって日本列島に到達するため、日本国民の健康上の被害などについてが懸念される。これに対しては、日本が安全技術に優れる日本の原発を輸出することが懸念に対する具体的対応策であるとする意見もある。中国では2013年にはパキスタンで複数の原子炉を建設中で、同時に世界の原子力発電所市場でのシェアを拡大することを目標としている。2016年末時点で35基が稼働し、20基が建設中である。中国共産党の習近平総書記は2030年までに「原発強国」を実現することを表明し、計画によると中国は2016年1月時点で約2800万kWだった原発の総発電容量を2020年までに5800万kWにする予定である。2017年時点で原子力発電所で37基の原子炉が運転中であり、将来的に原発の新設推進をしている。

### ドイツ
ドイツは原子力撤廃に最も積極的な姿勢を示しているが、再生可能エネルギー普及に伴う電気料金の値上げなどの問題にも直面している。2013年秋の総選挙をにらみ、与党のメルケル首相は「ドイツ企業の国際競争力維持のため」として、電気料金に上乗せされる賦課金を割り引く対象企業をさらに拡大する方針の一方、野党・緑の党は「一般家庭は苦しんでいるのに、メルケル政権は大企業ばかり優遇している」と批判し、再生可能エネルギー負担の在り方をめぐって、与野党の対立が激化している。もっとも「ドイツでは脱原発への国民の支持は根強く、与野党とも原発回帰の動きはない」という。
ドイツでは2005年9月18日に行われたドイツ総選挙で、それまで政権を取っていたドイツ社会民主党(SPD)に代わり、原子力推進または堅持の傾向があるドイツキリスト教民主同盟(CDU)が第一党になったため、ドイツでの原子力政策が変わるのではないかと考えられた。しかしその後、CDUはSPDと大連立を組んだため、ゲアハルト・シュレーダー前政権の「脱原子力（=原子力撤廃）政策」が継承されることとなった。
2009年9月27日に行われたドイツ総選挙では、今まで連立政権を構成していたSPDが連立から外れ、中道政党の自由民主党が政権に入る見通しとなった。脱原子力政策を主導してきたSPDが政権から離脱したことから、ドイツの脱原子力政策の行方が注目されていたが、2009年10月24日に連立政権の政策合意として、脱原子力政策を見直すことで一致した。
一方で、近年の原油価格高騰及び二酸化炭素排出量削減の必要性により、原子力撤廃政策を見直そうという議論も始まっている。ドイツの2001年8月の世論調査では、47%が2000年の原子力発電撤廃合意の実効性を疑問視し、将来的に別の政権によって脱原発政策が放棄される可能性があると答えた。
しかし、2011年に発生した福島第一原子力発電所における原子力事故を受けて政策を転換。ドイツでは、国内17基の原発のうち7基を暫定的に停止した その後、ドイツは、2022年までに17基ある全ての原発を閉鎖することを正式に決定した。しかし、2022年ロシアのウクライナ侵攻以降エネルギー供給が不安定になった事から残る2基を2023年4月まで稼働することを決めた。
2001年11月26日、フランスの再処理工場から北部ゴアレーベンへの放射性廃棄物搬入に反対し、脱原発を訴える集会が同地の西20キロのダネンベルグで開かれた。抗議デモは24日から始まり、26日にはドイツ各地から約2万3千人が集まった。当地は1979年に旧西ドイツの放射性廃棄物の最終処分場の候補地とされていたが、現在は中間貯蔵施設が設置されている。

#### 放射能と事故のリスク

チェルノブイリ原子力発電所事故から10年後のベラルーシ、ロシア、ウクライナのセシウム-137の汚染地図

脱原発派からは、放射能拡散と原子力事故の問題が回避できないことがしばしば指摘される。例えばチェルノブイリや福島で起こった事故では、放射性物質が拡散し、放射能汚染が各地に広まり、たくさんの人間が、放射線で汚染され、明らかに自然放射線から浴びるよりも高い被曝を経験した。長いあいだ被曝した結果、がんになる可能性がある。例えば、2007年、ドイツ連邦放射線防護庁の研究によると、原発から5km圏内で育った子供には、白血病発症の高い頻度が見られることが、統計的に有意性のあるデータで示された。それによると、1980年から2003年のうちに、統計上の平均で17人の子供が白血病にかかると想定されていたのに、ドイツ国内の原発5km圏内に地域では実際には37人の子供が白血病にかかった。現在の放射線生物学では、このことを説明することができず、今日までこの相関の直接的原因は明らかになっていない。原発事故での被曝量が、その後の病気にどの程度影響するのかは、ほとんど見積もられたことがないので、特に一般人の犠牲者数ははっきりしておらず、極めて変わりやすい。チェルノブイリの石棺建設に動員された数十万人の作業員（リクビダートル）の場合でも、正確に立証することは困難である。確定されている死者は62人である。しかしながら、主張されている犠牲者数には極めて大きな開きがある。例えば、IAEAとWHOが、4,000人の死者を前提にしているのに対して、ウクライナ放射線防護委員会は、34,499人の救急隊員が死亡したとしている。核戦争防止国際医師会議（IPPNW）は、5万人から10万人の死者を想定している。
マックス・プランク化学研究所の研究者であるヨハネス・レリフェルトが計算したところでは、10年から20年に一度、全世界に存在している440基（2012年時点）のうちのひとつが炉心溶融を起こすことを想定するべきである。しかもアメリカ合衆国原子力規制委員会（NRC）が1990年に見積った数よりも200回以上多く事故が起こる可能性がある。ドイツの南西部はフランスやベルギーと同様、原発密集地帯なので、1平方メートルにつき4万ベクレルの放射能で汚染されるという世界最大リスクを負う可能性がある。西ヨーロッパで炉心溶融が1度おこった場合、平均で2,800万人の人びとが4万ベクレルの放射能汚染にさらされることになり、南アジアの場合でもおよそ3,400万の人びとがそうなる。
2012年10月にEUは福島原発事故後に実施させたストレステストの結果を公表した。それによると、ヨーロッパの原子力発電所のほとんどに安全上の欠陥があったことが証明された。しかも多くの原発では、1979年のスリーマイル島原子力発電所事故と1986年のチェルノブイリ原子力発電所事故を受けて合意された安全強化策を全く実施していなかったことが明らかになった。ドイツの12機の原発でも欠陥が見つかった。例えば、充分な地震計測システムがなかったり、かなりの原発が地震に対して脆弱なまま設計されていた。特に悪かったのはフランスの原発であり、同様に北ヨーロッパの原発も批判された。EUの予想では、原発の部品交換には100億から250億ユーロ必要になる。
グリーンピースを始めとする環境団体はこのストレステストを厳しく批判した。例えばグリーンピースは、重大な欠陥の見落としを指摘し、問題のあったベルギー、イギリス、フランスの3カ国にある計12基の原子炉の即時閉鎖が必要だと報告した。彼らによれば、ストレステストの大部分は書類上で行われたので、実際に調査された原発はほとんどなかった。そのことに加えて、テロ攻撃や飛行機墜落の危険性は完全に顧みられておらず、自然災害とそこから発生した事故に対する制御能力が調査されただけであった。

#### 原料調達

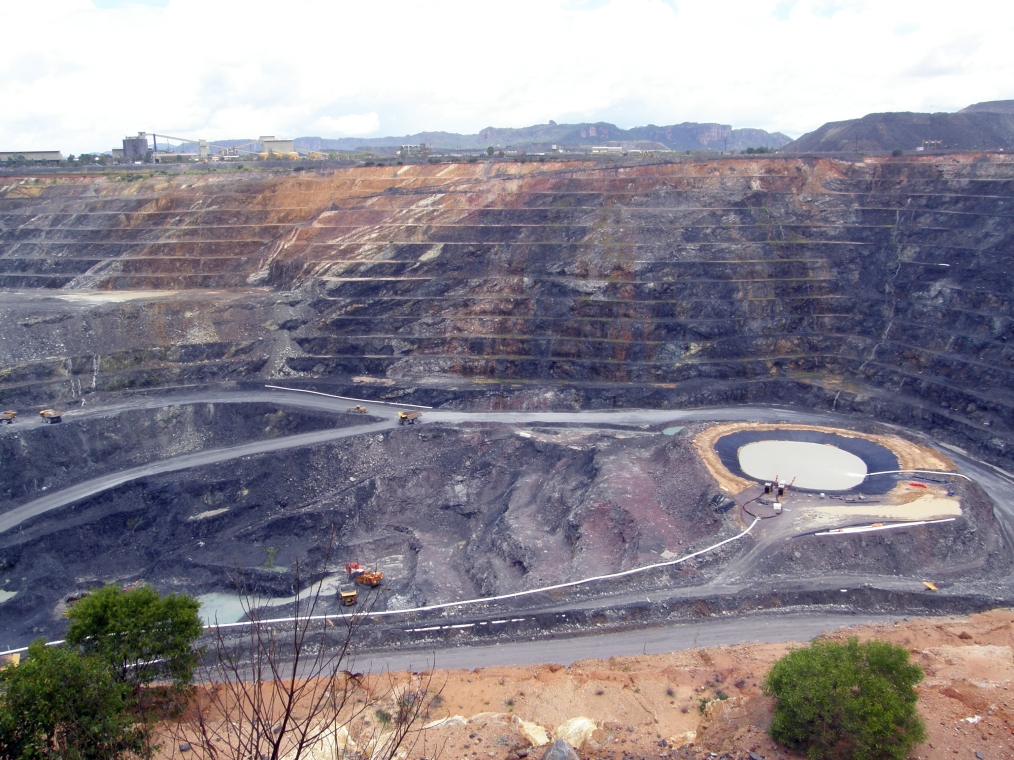
オーストラリアのレンジャーウラン鉱山での採掘は、従業員の病気と、環境破壊を引き起こした

他の批判点としては、ウラン鉱山の採掘の問題が挙げられる。ウラン資源は有限であり、ウラン採掘はこれまで環境とそこへ住み人びとへの壊滅的な影響を与えてきたし、部分的には今日でもその影響は残っている。

#### 放射性廃棄物の最終処分場の問題
放射性廃棄物の最終処分場を確定できないという問題はいまだに解決されておらず、筋の通った考えは存在しない。例えば放射性廃棄物を格納した容器を海に沈めるという処分方法には、疑問が呈されている。1946年から1993年までのあいだに、少なくとも80ヶ所で廃棄物が海底処分された。

#### 経済効率性と保険
核燃料のコストが安くても、高い費用がかかりうるので、批判者たちは核エネルギーを非経済的なものと考えている。Jeffrey Paineは、次のように述べている。「現在の核エネルギーの潜在的可能性は、コストを最小化し、利益を最大化するという好都合な前提をとり、しかも最もベストな状況で完全に稼働し続けていたとしても、経済的な価値は低いであろう」。ドイツの原発コストは、国家に何十億ユーロもの負担を負わせることになる。例えば、研究用原子炉を廃炉にしたり、アッセ最終処分場のような研究施設の改修には多額の費用が必要になる。シティバンクの研究は、国家からの補助金を受けずに原発を新設することは、リスクが高すぎ、経済的に実現不可能であり、「New Nuclear ? The Economics Say No」であると結論づけている。
欧州加圧水型炉を新たに建設する場合、フィンランドのオルキルオト原子炉3号機では、当初は30億ユーロと見積もられていた建設費用は実際には66億ユーロになり、フランスのフラマンヴィル原子力発電所では、建設費用は33億ユーロから85億ユーロになったように、建設費用の大幅な超過が起こっている。また建設期間も数年近く延期されている。このため、経済的な採算性があるのか疑問視されている。
さらに、原発の保険が不充分であることを、保険業界のシンクタンクであるライプツィヒ保険フォーラムが批判している。それによると、ドイツの損害補償義務は、原発1ブロックにつき25億ユーロまでに抑えつけられているのに対して、核災害が起こったときの潜在的な損害は、およそ6兆ユーロまでに達する可能性がある。2011年10月に日本の原子力安全委員会は、廃炉を含め、福島原発事故によって発生した損害は500億ユーロに達するという結果を出した。メンバーのうち何人かは、もっと高い費用がかかることを想定している。他の国でも、原発の保険は全く存在していない国は多い。ほぼ完全に損害賠償義務が免除されている状況のなかで、経済学者のペーター・ヘンニッケとパウル・J・J・ヴェルフェンスは、原発経済の隠された補助金について論じている。原発経済は「馬鹿げた投資チャンスを生み出し、電力・エネルギー業界での市場競争をグロテスクに歪め、完全に数十億の人びとにとって全く必要のないリスクの高騰を促進している」。原発電力の「影の補助金」は完全に他の業界を凌駕している。
ノルトライン＝ヴェストファーレン州の省庁の依頼で行われたヴッパータール研究所の調査によると、急速な脱原発は、一般家庭の電気料金を年間に最大25ユーロ近く上げることになる。再生可能エネルギーの急速な拡充は、長期的には安い電気料金を可能にできる。ジャーマンウォッチも、2011年5月に同様の調査結果を発表した。再生可能エネルギーの経済的利益は、明らかにかかるコストよりも大きい。エコ電力会社のリヒトブリックの研究によると、2010年秋に連邦政府によって法的に定められた原発稼働期間延長は、一般家庭に対して、年間最大で12ユーロ節約になっているが、電力業界が核燃料税を電気料金に上乗せするならば、4人家族は年間60ユーロ以上多くの電気料金を払わなければならなくなる。
2011年3月のシュピーゲル・オンラインの記事によると、2020年までの原発撤退には、およそ480億ユーロのコストが掛かり、連邦環境・自然保護・原子力安全省によれば、いずれにしても発電所を新しいものと交換し、気候保護基準（Klimaschutz）を満たすようにするためには、1,220億ユーロの投資が必要になる。電力業界は、原発廃止を決定した国家に対して数十億ユーロの損害賠償を検討している。
2012年初めに取引所の電気料金は、原発一時停止が始まる前であった前年度の水準になり、2012年5月には、前年5月と比較して、15.5%（先物取引市場、ピークロード）から32.2%（スポット市場、ピークロード）下落した。
ドイツ政府は2022年までの「脱原発」を決定し、2000年に再生可能エネルギーの電力事業者への固定価格買い取り制度を導入したが、この結果2000年に一世帯平均で月額41ユーロだった電気代は既に75ユーロまで上昇している。2010年には西部ノルトライン・ウェストファーレン州において電気料金の支払い能力のない低所得者の12万世帯が一時、電気を止められるなど庶民生活を圧迫しているとの指摘もある。もっとも再生可能エネルギーの導入拡大と賦課金アップは、メルケル政権が2011年に脱原発を決める前から起きている。独ソーラー事業連合会によると、2008年に1940メガワットだった新規の導入量は、翌2009年に倍増し、2010年には7400メガワットと4倍に近い規模になった。発電用のパネルが安くなり、再生可能エネルギーの導入による経済的メリットが拡大したからだという。

#### テロのリスク
脱原発派からは、原発をテロ攻撃から守ることは不可能ということがしばしば指摘される。とりわけ9.11アメリカ同時多発テロ事件のテロ攻撃のように、テロリストが飛行機を強奪し、原発に突っ込むことによって、核攻撃と同等の被害が出かねないということが認知されるようになった。例えば2007年11月にドイツのエコ研究所が提出した調査結果では、ドイツ南ヘッセンのビブリスにあるビブリス原発A (Biblis A) にテロリストがハイジャックした飛行機等が突っ込んだ場合、放射能が流出することで、最大1万平方キロメートル圏内の住民の移住が避けられない事態となり、その圏内にはドイツのベルリンだけでなく、フランスの首都パリやチェコの首都プラハも含まれるという。
ジャーナリストの熊谷徹によると、9.11アメリカ同時多発テロ事件後、ドイツの原発は航空機による自爆テロ攻撃に備えて煙幕発生装置を設置した。煙幕を発生させることで、テロリストが原子炉建屋に航空機を激突させにくくするためである。しかしテロリストがGPSに原子炉の北緯や東経を入力し、それに基づいて航空機を操縦していたら、煙幕には何の意味もなく、航空機による原発への自爆テロ攻撃を100%防ぐことは結局不可能と熊谷は指摘している。最終的に2011年5月14日にドイツの原子炉安全委員会 (Reaktor-Sicherheitskommission、RSK) がドイツ政府に提出した原発ストレステストの鑑定書では、「大型の旅客機の墜落について最低限の耐久性を持つ原子炉は一つもなかった」と結論付けられた。
また、原発用の燃料及びその原料である核物質や、原発から排出される核廃棄物などを、一部の国家やテロリストなどが不法に入手し、核兵器や汚い爆弾などといった、軍事やテロ目的に転用される恐れもある。

#### 再生可能エネルギーの排除
2010年の決議された原発稼働期間延長は、2011年に撤回されたが、このことに関する長年の議論のなかで、相当の公的機関が、原発による再生可能エネルギーの排除を嘆き、発言を求めている。
- 再生可能エネルギー代理店（ドイツ語版）は、原発稼働期間を変更したときに、再生可能エネルギーが電力市場から排除されてしまうことを批判している。
- フラウンホーファー・風力エネルギー・エネルギーシステム技術研究所（ドイツ語版）の分析によると、従来の発電所が43.9GWの電力を8,000時間（およそ1年間）連続で生みだすことができるのに対し、2020年にはまだ石炭・原子力発電所から24.5GWの電力が必要である。ずっとフル稼働し続けていなければならない化石燃料発電所に追加の投資をすることは非経済的であり、原発を電力として使うのなら化石燃料発電所は停止すべきであるが、それに必要な法律はない。事実上、再生可能エネルギーの優位は脅かされている[156]。
- 原発稼働期間延長は、「ひどい誤り」であり、ドイツの再生可能エネルギーを少なくとも10年間近く後退させることになるであろうということを2010年に、リヒトブリック社の経営者であるクリスティアン・フリーゲ（ドイツ語版）も警告している。すでに2010年には褐炭および原子力発電所が「柔軟性のないベースロード運用」であるために停電が起こった。稼働時間の延長が引き起こすのは、「発電における再生可能エネルギーの優位が疑わしいものになる」ということであり、おまけに原発企業は、追加の利益によって「発電時の支配的状況を守る」ことができるであろう。その結果、原子力は、「つなぎの技術（Brückentechnologie）」ではなくなり、「再生可能エネルギーの妨害技術」になる[157]。
- 環境問題専門家委員会（ドイツ語版）（SRU）の見解でも、原発稼働期間延長も、石炭発電所も必要ではない。SRUは、著しい稼働期間延長によって超過電力がシステム内に発生しうることを警告している。従来の発電所は、風力・太陽光エネルギーの急速な変動に対応していないため、充分に再生可能エネルギー発電と両立できるものではない。従来型の発電と再生可能エネルギーの発電の長期間両立させることは、システムにとって非効率であり、無駄なコストが生じる。資源・エネルギー経済学者で、SRUメンバーのオラフ・ホーマイヤー（ドイツ語版）は、「電力の移行時には、原発稼働期間延長も石炭発電所の新規建設も必要ではない。再生可能エネルギーへのつなぎは、すでにできている[158]。
- ダルムシュタットにあるHEAG南ヘッセン・エネルギー（ドイツ語版）の最高経営責任者(CEO)アルベルト・フィルヴェルトは、2010年のビジネスウィークで「原子力は、つなぎ技術ではなく、再生可能エネルギーへの移行を加速させるものです」と述べた。フィルヴェルトは、脱原発のために行った過去のインフラ投資についての概観をまとめ、「4つの大企業が生産を寡占している状態にはなかったので、再生可能エネルギーの供給に多額の資金を投入しました」と述べた（※4つの大企業とは、E.ON、RWE、EnBW（ドイツ語版）、バッテンフォール・ヨーロッパ（ドイツ語版）のことを指す）。原発企業がマーケットで優遇されるのなら、この投資は無価値なものになるであろう。フィルベルトは「エネルギー政策的にも、独占禁止法的にも、正しい方法は、脱原発決議を決してやめないということです」[159] と主張している。

#### 供給安定性と電力輸入
原発がベース運用のために柔軟に対応できないにもかかわらず、再生可能エネルギーの流動的な電力に対応した発電が必要とされているなら、停電が起こるかもしれないということを批評家たちは懸念している。ドイツ連邦ネットワーク庁は、この懸念をまだ確定していない。冬でも安定した電力を保証するには、原発は「予備電力」として絶対に必要であるわけではない。「異常な寒冬が起こった場合でも、予備用原発を使わなくても、送電ネットワークは制御可能である」と連邦ネットワーク庁長官のマティアス・クルトは述べている。発電設備の詳細な分析が、予備電力容量を算出している。
原発も待機電力を必要とする。2012年1月初め、北ドイツで高い風電力供給が行われているときに、イタリアへの電力輸出で南ドイツが電力不足になるのを避けるために、オーストリアからの予備発電所が作動した。原因は、グンドレミンゲン原子力発電所で1,344MWの出力をもつCブロックが、欠陥のある核燃料を交換しなければならなくなり、停止せざるを得なくなった点にある。この停電を他の発電所が埋め合わせなければならないという状況のなか、それが可能であったのはオーストリアの発電所であった。他のドイツの発電所は、この時点では停止していた。
ドイツエネルギー水道連合会の主張によれば、2011年上半期（つまり8基の原発を停止したあと）には、輸出した電力の利潤は、差引残高で輸入よりも17%も高かった。およそ28テラワットを輸出することができた。その多くはオーストリアとスイスである。それに対して輸入は24テラワットであった。エコロジー研究所によれば、原発停止での不足分は、フランスやオランダの石炭・天然ガス発電、チェコの褐炭発電によって補われたのであり、他国の原発によってではない。もちろん、ドイツとフランスの電力流通も変化し、フランスは年平均で、ドイツよりも上回る輸出量となった。2011年には10.8TWhがフランスからドイツに輸出されたのに対して、ドイツからフランスに輸出されたのは8.4TWhであった。
ドイツの原発が停止した2011年下半期でも、2011年全体でも、純利益はあがっている。欧州送電系統運用者ネットワークの暫定的な支払いによると、約6TWhの電力が純利益となっている。原発停止によって生じた32TWhの不足分は、差引で前年度よりも12TWh輸出が減少し、2010年と比べて再生可能エネルギーで18TWhの供給量が増大したことによって、完全に相殺された。目立っているのは、電力輸出入の季節ごとの変動である。エネルギーバランスシート研究チームの支払いによると、第3四半期後は1.6TWhも輸出が輸入を上回った。また夏には需要が減少して輸入が上回ったのに対して、第四四半期には需要が高まり、差引約4.5TWhも輸出が上回った。
欧州送電系統運用者ネットワークのデータを元に作成した以下の表が示しているように、2011年から2012年冬期に8基のドイツ原発が停止したあと、輸出結果にわずかな変化が生じた。フランスへの電力輸出総計は、5TWhから4TWhに減少したが、チェコからの輸入も、5.8TWhから4.7TWhに減少した。

#### ドイツの国別輸出電力総量（2010-2011年冬期と2011-2012年冬期）
|         | 2010-11年冬期の純輸出量 （単位：TWh） | 2011-2012年冬期の純輸出量 （単位：TWh） | 変化 （単位：TWh） |
| ------- | ------------------------------------- | --------------------------------------- | ------------------ |
| 独 - 墺 | 1,68                                  | 11,97                                   | 10,29              |
| 独 - 瑞 | 4,09                                  | 3,32                                    | -0,76              |
| 独 - 捷 | -5,76                                 | -4,67                                   | 1,09               |
| 独 - 仏 | 4,94                                  | 4,01                                    | -0,94              |
| 独 - 蘭 | 4,07                                  | 3,07                                    | 1,00               |
| 独 - 典 | 1,04                                  | -1,70                                   | -2,73              |
| 独 - 丁 | 1,57                                  | -3,54                                   | -5,11              |
| 独 - 波 | -0,69                                 | -1,59                                   | -0,90              |
| 合計    | 10,95                                 | 10,87                                   | -0,07              |

2012年の第一四半期でドイツは電力輸出国であり、2012年にヨーロッパ全土を覆った寒波のなか、8基の原発が停止されていたにもかかわらず、まだこれらの原発が稼働中であった2011年2月よりも多く電力を輸出した。寒波の期間中、電力需要は極めて高かったが、送電系統運用者ネットワークによれば、電力網は安定していた。
原発停止後にエネルギー分野から指摘された懸念は、ドイツが原発停止中、停電を防ぐためには電力輸入に大きく依存しなければならなくなるであろうということであったが、それに反して、ドイツ自体は朝の需要ピーク時にはむしろ輸出が輸入よりも上回っていた。輸出量は、1日あたり150 - 170GWhであり、部分的にはフランスにも輸出している。フランスは主に電気暖房の集合住宅が多く、電力が不足しているためである。環境大臣ノルベルト・レットゲンも、送電会社のデータによって、送電網の崩壊や電気料金の高騰に関する懸念が広まっていることに対して、「信用できない」し、「パニックを煽っている」として拒否している。ターゲスシュピーゲルによれば、フランスは何年も前から、冬期に電力をドイツから輸入している。
2012年11月の公表によると、原発停止後の最初の第3四半期にドイツは未だかつてないほどの電力を輸出した。差引で12.3TWhの電力が外国に輸出されていて、8基の原発が稼働中であった2010年には輸出は8.8TWhであった
最終的に、2012年にドイツは輸入約43.8TWhに対し、約67TWhを輸出し、約22.8TWhの輸出超過となったとドイツ連邦統計庁は発表した。前年の2011年は、48.5TWhを輸入し、54.5TWhを輸出して、6TWhの輸出超過であったことから、2012年は前年との比較して、約4倍も多くの電力を輸出したことになり、約14億ユーロの黒字となった。輸出増加の原因は、太陽光と風力の増大にあるという。

#### 環境問題
脱原発に対して批判されているのは、脱原発すれば石炭や他の化石燃料で電力を補わなければならなくなり、環境保護という目的とはそぐわないということである。フライブルクのエコロジー研究所のフェリックス・マッテス (Felix Matthes) によれば、しかし原発稼働期間を延長しても、全体ではCO2は削減できないという。というのも、2009年4月にEUで2020年までの年間許容CO2排出量が決まったが、原発稼働期間延長によってCO2を削減したとしても、現行の排出取引の枠組みでは、他の産業部門（セメント工場や製鉄所）がその分より多くのCO2を放出することができるからである。この枠組では、どのような手段であれ、CO2をどこかで削減すれば、別の場所でその分排出することが可能になるのである。
ドイツは、現在、排出量を削減している。2011年に8基の原子炉が停止したにもかかわらず、ドイツの温室効果ガス排出量は、前年度と比較しておよそ2%減少した。1900年を基準にして、約26.5%の減少である。再生可能エネルギーが増加していることと、2011年末が暖冬であったことがその根拠とされている。
ドイツ産業連盟が行った研究でも、脱原発した場合、2017年まで6,300万トンの二酸化炭素をより多く排出することになるであろうが、しかし排出取引によって別の場所で節減されるはずであるという結果が出ている。それゆえ、排出量の増加はそれほど大きくならないであろうが、排出許可証にかかるコストは上がっている。イギリスの作家たちは、ドイツの古い8基の原発が閉鎖したために、ドイツにある化石燃料電力会社の利益が増えることを期待している。このことによって、需要と1トンあたりのEU排出許可証の価格は増大し、再びEU排出取引参加国が、温室効果ガスの排出を削減する取り組みを強化するであろう。作家たちによれば、脱原発は、石炭発電からガス発電への大きな変化と再生可能エネルギーをもたらすという。いずれにしても、全電力システムの合計は、排出権取引の枠組みのために変わらないのである。

#### 石炭発電所からの放射能
石炭のなかに自然に放射性核種があるため、石炭の灰とその排気ガスは放射能を含んでいる。発電用に焼却された石炭は、世界で年間、およそ1万トンのウランと、2万5千トンのトリウムが含まれている。
石油と天然ガスの採掘時には、年間で数百万トンの放射性残留物が生じており、その大部分は証拠がないまま、あるいは虚偽記載で処理された。

#### 原発エネルギー企業の利益と損害
バーデン・ヴュルテンベルク州立銀行(LBBW)の2009年からの研究によると、原発企業は原発稼働期間延長によって少なくとも1190億ユーロの利益を得ることになるという（電気料金は現在の水準と変わらない場合で計算）。電気料金が上昇した場合には、利益も2330億ユーロまで上昇し、最大でも利益の半分が国に収められることになる。
福島第一原子力発電所事故後、ドイツ連邦政府はアトム・モラトリアムと告知し、後にエネルギー政策の見直しを決定した。原発稼働期間短縮によって、LBBWの研究によると、エネルギー企業は220億ユーロの損害を被った.。
4つの原発エネルギー企業は、フランクフルター・アルゲマイネ紙によると、およそ脱原発によって生じた150億ユーロの損害を賠償請求を予定しており、連邦憲法裁判所で抗告する際には、とりわけ基本法における財産権保証を引き合いにだすつもりである。このことは、原発だけでなく、営業ライセンス、連邦議会によって配給される予備電力、事業会社の株式も守ることになるという。

#### 再生可能エネルギー導入に伴う問題
この一方、再生可能エネルギー導入の急拡大はさまざまな問題を引き起こしているのも事実である。
- 関連企業の育成の問題 太陽光発電の拡大は環境関連の産業育成を後押しすると期待されていたが、予想に反して結果的に価格の安い中国製の太陽光パネルによって国内メーカーが相次いで破たんに追い込まれた[189]。欧州委員会は中国からの太陽光パネル、太陽電池、太陽ウェハーに追徴関税をかけることを検討しており[190]、2013年6月6日にその最終的な結論を出すとしている[191]。しかし、このような中国製造メーカーとの競合があっても、付加価値は、発電機製造のみで生じるわけではなく、発電機設置の計画、設置作業、メンテナンス、太陽光発電の経営によっても生じるため、太陽光発電の促進はドイツ経済に利益をもたらすとの研究結果をドイツ再生可能エネルギー庁（ドイツ語版）は発表している[192]。
- 電力価格の上昇 再生エネルギーの買い取り制度はドイツの電気料金を1.8倍に上昇させ家計を圧迫している。これを受けドイツ政府は太陽光発電の買い取り価格を2-3割引き下げ、かつ買い取り対象を制限する方向に舵を切った[189]。独商工会議所によるとドイツ国内の製造業の約2割が電気料金の値上げを理由に生産拠点を既に海外に移転したか、将来的に移転を計画しており[189] 国内産業の空洞化が懸念されている。一方、ノルウェーのアルミニウム製造業者ノルスクハイドロ（ドイツ語版）のように、ドイツの発電コストは安いのでドイツ国内での生産量を3倍にするという[193]企業もある。世論調査機関フォルサ（Forsa）が2012年10月18日から19日にかけてドイツで実施した世論調査では、約3分の2（64%）の住民が、たとえ電力料金が予想より上昇しても脱原発に賛成と答えており、脱原発の撤回を求めるのは29%であった[194]。

また、2000年以降の料金値上げ幅に占める再エネ負担の割合は3分の1にすぎず、過剰反応と指摘する環境NPOもいる。電力料金には、発送電小売りコストや再エネ賦課金だけでなく、電力税、付加価値税、コジェネ促進税などが乗せられており、これが電力料金を押し上げているゆえ、税金負担を軽減すべきとする意見も少なくない。
- 騒音公害 風力発電は騒音や健康被害があり、ドイツでも風力発電所建設を阻止しようとする環境運動も起きている[196]。設置済みの風力発電機についても、「飛行機の離陸音のような爆音を発生させる[196]」として、住民が司法に訴えで撤去に至る事例もある[196]。

ドイツにおいては、隣国で原子力発電を進めているフランスから原発停止によって不足した電力を購入することができるため、エネルギー自給率にこだわることがなければ、電力不足の問題を解決できるのではないかと言われることもある。

#### エネルギー安全保障の問題
ドイツは大陸国家であり、周囲は敵対国家ではない上に送電線が周辺の欧州連合の9カ国と繋がっているため、電力不足・過剰の事態にも容易な電力輸入・輸出が可能で地政学的に有利な条件がある。国境を超えるとすぐにフランスの原発があり、2016年にドイツ輸入した電力の32%は世界的な原発大国であるフランスからだった。ドイツは家庭用の電気料金はフランスよりも40%ほど高く、2018年6月のフランス・パリの電気料金は68ユーロ（約8800円）だが、同じ使用量でもベルリンだったら95ユーロ（約1万2300円）である。ドイツは原発の代替となる安定したエネルギーとしてロシアの安価な化石燃料も使っており、ノルドストリーム2の建設も推進された。
しかし2022年にロシア・ウクライナ戦争が勃発すると、ロシア側は西側に対して天然ガス供給の制限を通告したためガス料金高騰とインフレが発生、かつては人権侵害国家であるとして輸入を避けてきたカタール、サウジアラビアにも助けを求めることになった。
朝鮮日報は「四方が遮られている韓国では電力不足が発生した場合、どこに頼ればよいのだろうか。中国、日本、北朝鮮に助けを求められるだろうか。」「ドイツは韓国よりも脱原発に向け圧倒的に有利な条件を備えていることが分かるが、それでも彼らは多くの代償を支払っている。われわれはその事実と冷静に向き合わねばならない。脱原発を進めるドイツをとにかく参考にして安心ばかりを追求していると、ウのまねをするカラスが水に溺れるような事態を招きかねないのではないか。」と述べて安易に参考にすることに疑問を呈している。
またドイツの電気料金の高さは産業にも悪影響を与えているとされ、インテルの工場誘致にあたっては電気代について補助金を払うことになった。

### パキスタン
2017年時点で原子力発電所で5基の原子炉が運転中であり、将来的に原発の新設推進をしている。

### ハンガリー
2017年時点で原子力発電所で4基の原子炉が運転中であり、将来的に原発の新設推進をしている。

### フィンランド
2017年時点で原子力発電所で4基の原子炉が運転中であり、将来的に原発の新設推進をしている。

### フランス
2017年時点で原子力発電所で58基の原子炉が運転中であり、将来的に原発の新設推進をしている。
原発大国であるフランスは、原発推進を国策としてきたが、福島第一原子力発電所事故後の2011年6月に行われた世論調査では、全原発の「即時停止」または「25-30年かけた段階的停止」に賛成する国民は77%に上った。2012年5月の大統領選挙では、「2025年までに原発依存度を50%に減らす」と「減原発」を表明し、フランス最古のフッセンハイム原発の「速やかな閉鎖」を公約に掲げた社会党のフランソワ・オランドが当選し脱原発ムードとなった。その一方、オランドは大統領就任後外交政策として積極的な原子力発電所の輸出も表明しており、欧州債務危機からの打開策の一環として2012年12月アルジェリアを訪れ、同国政府と原子力発電所の建設促進で合意した。さらに減原発路線も次の大統領のエマニュエル・マクロンによって方針転換され、2022年にマクロンは原子力発電の再興（ルネサンス）を目指すことを演説した。

### ロシア
世界での原発シェア拡大を目指しているロシアは2011年度3月末に原発の新規の原発建設の計画を見直す考えは無いと表明した。一方､日本の福島の原発事故後に全ロシア世論研究センター（WCIOM）の社会学者が実施した世論調査によると、脱原発への動きを支持するロシア人の割合は57%に上り、反対と答えたのは20%だった。脱原発支持の主な理由は、「生命の安全と環境改善」（68%）、「代替エネルギーがより安全で経済的」（24%）などとなっている。2017年にはロシアはベラルーシやバングラデシュなどの原発プロジェクトへ資金提供や原発輸出をしている。同年が支援するアサド政権のシリア内戦優位によって中東混迷の勝者となったロシアは、エジプト初の原発建設の受注に成功するなど中東への影響力を拡大させている。2017年時点で原子力発電所で35基の原子炉が運転中であり、将来的に原発の新設推進をしている。ロシアは天然資源を利用してドイツとポーランド、ウクライナ、アメリカとの対立を煽っている。2022年までに17基の原子力発電所をすべて閉鎖する予定のドイツのエネルギー問題をついて、ロシアはEUへの影響力拡大させている。ドイツは2018年時点でも国内の天然ガスの半分をロシアからの輸入に依存しているが、脱原発目標を実現するには天然ガスを大量に輸入するしかないからである。ドイツとロシアを結ぶパイプラインのノルドストリーム2が完成した場合、ドイツは天然ガス需要の75%をロシアから輸入することになるため、アメリカ、ポーランド、ウクライナは反対している。

## 世界の現状

世界の原子力発電所の現状。
原発稼働中、新規建設中。
原発稼働中、新設計画推進中。
原発存在せず、新規建設中。
原発存在せず、新設計画推進中。
原発稼働中、新規建設予定なし。
原発稼働中、新設計画予定なし。
原子力発電を違法と定める。
原発は存在しない。